# 6811-es mellékút (Magyarország)
A 6811-es számú mellékút egy bő három és fél kilométer hosszú, négy számjegyű országos közút Somogy vármegye nyugati szélén. Somogysámson és Sávoly településeket köti össze egymással, illetve a 7-es főúttal.

## Nyomvonala
A 6803-as útból ágazik ki, annak 18,800-as kilométerszelvénye táján, Somogysámson központjában, kevesebb, mint 200 méterre délre a Marcalitól idáig húzódó 6818-as út betorkollásától. Nyugati irányban indul, Zrínyi utca néven és alig 150 méter után elhagyja a belterületet. 1,2 kilométer után Sávoly területére lép, ott 1,6 kilométer után északnak fordul, majd a 2. kilométerénél, a község belterületének keleti szélét elérve ismét nyugati irányt vesz, Petőfi utca néven. A 2,450-es kilométerszelvénye közelében északnak fordul, és Rákóczi utca lesz a neve; 3,5 kilométer megtételét követően pedig, a község északnyugati részén újra nyugatnak kanyarodik, így torkollik bele a 7-es főútba, annak 178,100-as kilométerszelvényénél. Egyenes folytatásaként egy önkormányzati út indul tovább, amely felüljáróval keresztezi az M7-es autópályát, annak 181,250-es kilométerszelvénye táján, majd onnan még bő másfél kilométeren át vezet tovább, Sávoly vasútállomásig.
Teljes hossza, az országos közutak térképes nyilvántartását szolgáló kira.gov.hu adatbázisa szerint 3,649 kilométer.